# Памфили
Памфили – римски благороднически род произлизащ от Губио. Пикът на мощността на Памфили е понтификата на Инокентий X. Родствено Памфили са свързани с динстията Борджия, играла съществена роля на Италийския полуостров при понтификатите на Каликст III (1455 – 1458) и Александър VI (1492 – 1503).
Памфили се преселват от Губио в Рим през понтификата на Инокентий VIII. Семейството застава начело на италианската политика с избирането на Джовани Батиста Памфили за папа Инокентий X, управлявал Папската държава в периода 1644 – 1655. Подобно на предшественика си Урбан VIII, управлението на Инокентий е изпълнено със случаи на непотизъм, като членове на Памфили са издигнати на високи постове в църквата и обществото.
Памфили водят и военна политика в Италия, подбуждайки война с малкото княжество Кастро, контролирано от фамилията Фарнезе. След като нарушават договорите сключени от семейство Барберини с херцозите му, на 2 септември 1649 г. Швейцарската гвардия нахлува и разрушава града напълно по заповед на папата.
Двореца на фамилията е Палацо Памфили в Рим.

## Известни представители
- Инокентий X (Джовани Батиста Памфили) – римски папа
- Камило Памфили – италиански католически кардинал и благородник, племенник на папа Инокентий X
- Франческо Майдалкини – племенник на Олимпия Майдалкини
- Бенеденто Памфили – син на Камило Памфили, издигнат в кардинал от папа Инокентий XI през 1681.